# Kumamoto-Erdbeben 2016
Das Kumamoto-Erdbeben 2016 (japanisch 平成28年（2016年）熊本地震 Heisei 28-nen (2016-nen) Kumamoto jishin) war eine Serie von Erdbeben auf der japanischen Insel Kyūshū. Sie begann mit einem Vorbeben der Stärke 6,2 Mw am 14. April 2016 um 21:26 Uhr Ortszeit. Das Epizentrum lag etwa 12 Kilometer nordwestlich von Kumamoto. Bei diesem Beben wurden 9 Tote sowie 1100 Verletzte gemeldet. Am stärksten betroffen war die Stadt Mashiki, jedoch stürzten auch in anderen Teilen der Präfektur Kumamoto Gebäude ein oder wurden beschädigt. Darunter befand sich auch die historische Burg Kumamoto, welche teilweise einstürzte. Am 16. April um 01:25:06 Uhr Ortszeit ereignete sich ein schwereres Erdbeben der Stärke 7,0 Mw, bei dem weitere 40 Menschen ums Leben kamen. Das Epizentrum lag etwa an der gleichen Stelle wie jenes des Vorbebens.

## Auswirkungen

### Vorbeben
In Mashiki und Kumamoto forderte das Vorbeben am 14. April aufgrund von Bränden insgesamt neun Todesopfer. In der Stadt Kumamoto wurden bis 23 Uhr Ortszeit 70 Verletzte in Krankenhäuser eingeliefert.
Die Kyushu Railway Company stellte den Betrieb der Kyūshū-Shinkansen vorübergehend ein, da aufgrund des Erdbebens mehrere Waggons während des Bebens auf einer Testfahrt entgleisten. Der Flugverkehr blieb überwiegend verschont; am Folgetag wurden jedoch insgesamt vier Flüge von All Nippon Airways und Solaseed Air von und zum Flughafen Kumamoto annulliert. Aufgrund des Ausfalls der Kyūshū-Shinkansen bot Japan Air Commuter täglich zwei Sonderflüge von Kagoshima nach Fukuoka an.
Das 120 km entfernte Kernkraftwerk Sendai wurde laut dem Betreiber Kyūshū Denryoku nicht beschädigt.

### Hauptbeben

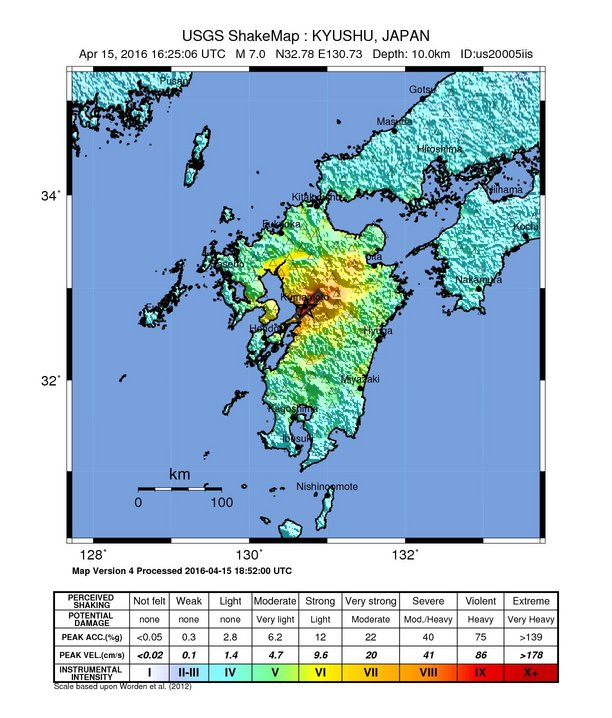
Intensität des Hauptbebens vom 15. April, Grafik des USGS

Das Hauptbeben am 15. April 16:25 UTC hatte eine Magnitude von 7,0 Mw und forderte 40 Todesopfer sowie über 3000 Verletzte. In rund 200.000 Haushalten fiel der Strom aus; in 385.000 Häusern das Wasser. Darüber hinaus kam es zu weiteren Gebäudeeinstürzen, darunter die Aso-Ōhashi-Brücke der Nationalstraße 325 in der Nähe von Aso, das Abfertigungsgebäude des Flughafens Kumamoto, der Aso-Campus der Tōkai-Universität und das Rathaus von Uto. Über 100.000 Menschen wurden aus den betroffenen Gebieten evakuiert.
Das Erdbeben führte zu schweren Beschädigungen mehrerer Kulturgüter. Beim Asō-Schrein stürzten die Gebetshalle (haiden) und das als Wichtiges Kulturgut Japans eingestufte 250 Jahre alte Turmtor (rōmon) ein. Ebenso kollabierten zwei Lagerhäuser aus dem 16. Jahrhundert der Burg Kumamoto, ebenfalls wichtige Kulturgüter, einhergehend mit weiteren schweren Schäden an den Mauern und den Dächern. Aufgrund der komplexen Steinmauern wird es Schätzungen zufolge Jahrzehnte dauern, um die Burg wiederherzustellen. Auch die Mauern der Burgruine Yatsushiro brachen auf einem kleineren Teilstück ein. In Kumamoto wurde das Wohnhaus des im 19. Jahrhundert in Japan arbeitenden US-Erziehers Leroy Lansing Janes betroffen.
Der Flughafen Kumamoto wurde vom 16. bis 19. April geschlossen. Zudem wurden mehrere Fernstraßen beschädigt oder infolge von Erdrutschen blockiert.

## Hilfsmaßnahmen
Die Regierung entsendete rund 25.000 Soldaten der Selbstverteidigungsstreitkräfte in das Katastrophengebiet und kündigte einen Nachtragshaushalt an, um die Notfall- und Wiederaufbaumaßnahmen zu finanzieren. Kurzfristig stellte sie einen Notfonds von 350 Milliarden Yen zur Verfügung. Das US-Militär flog Lebensmittel, Trinkwasser und andere notwendige Güter nach Kumamoto. Am 23. April besuchte Premierminister Shinzō Abe das Katastrophengebiet und sprach unter anderen mit einigen Evakuierten.
Am 19. Mai 2016 begaben sich Kaiser Akihito und Kaiserin Michiko in die Präfektur Kumamoto und sprachen in einer Notunterkunft in Minamiaso mit Evakuierten. Darüber hinaus überflogen sie mit einem Hubschrauber das Katastrophengebiet und gedachten der Opfer.

## Bildergalerie

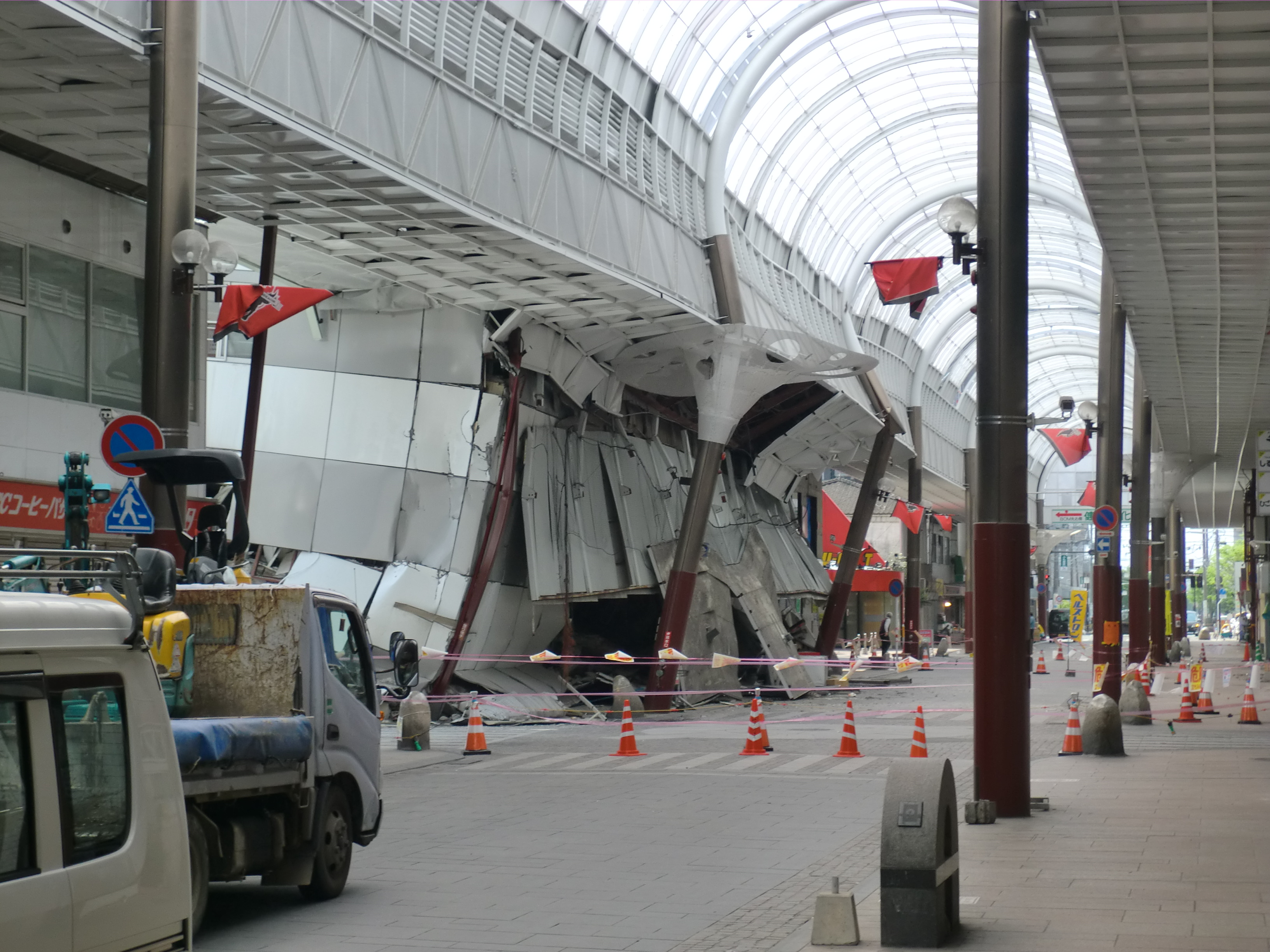
Sunlive Kengun in Kumamoto
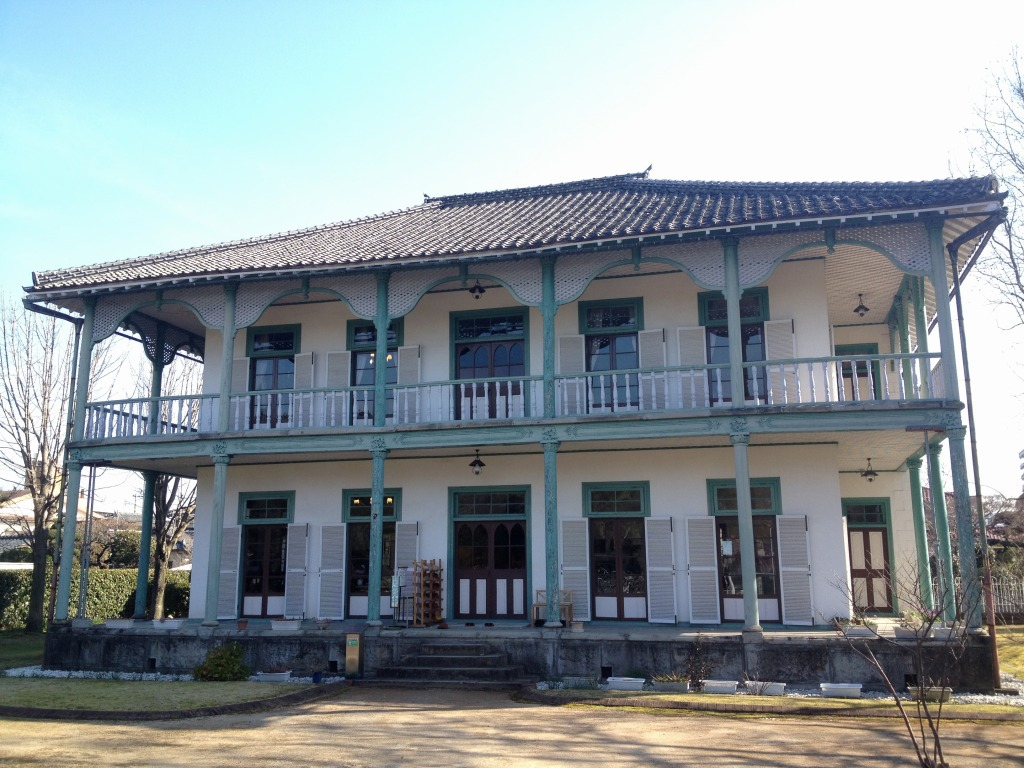
Wohnhaus des US-Bürgers Leroy Lansing Janes aus dem 19. Jahrhundert vor …
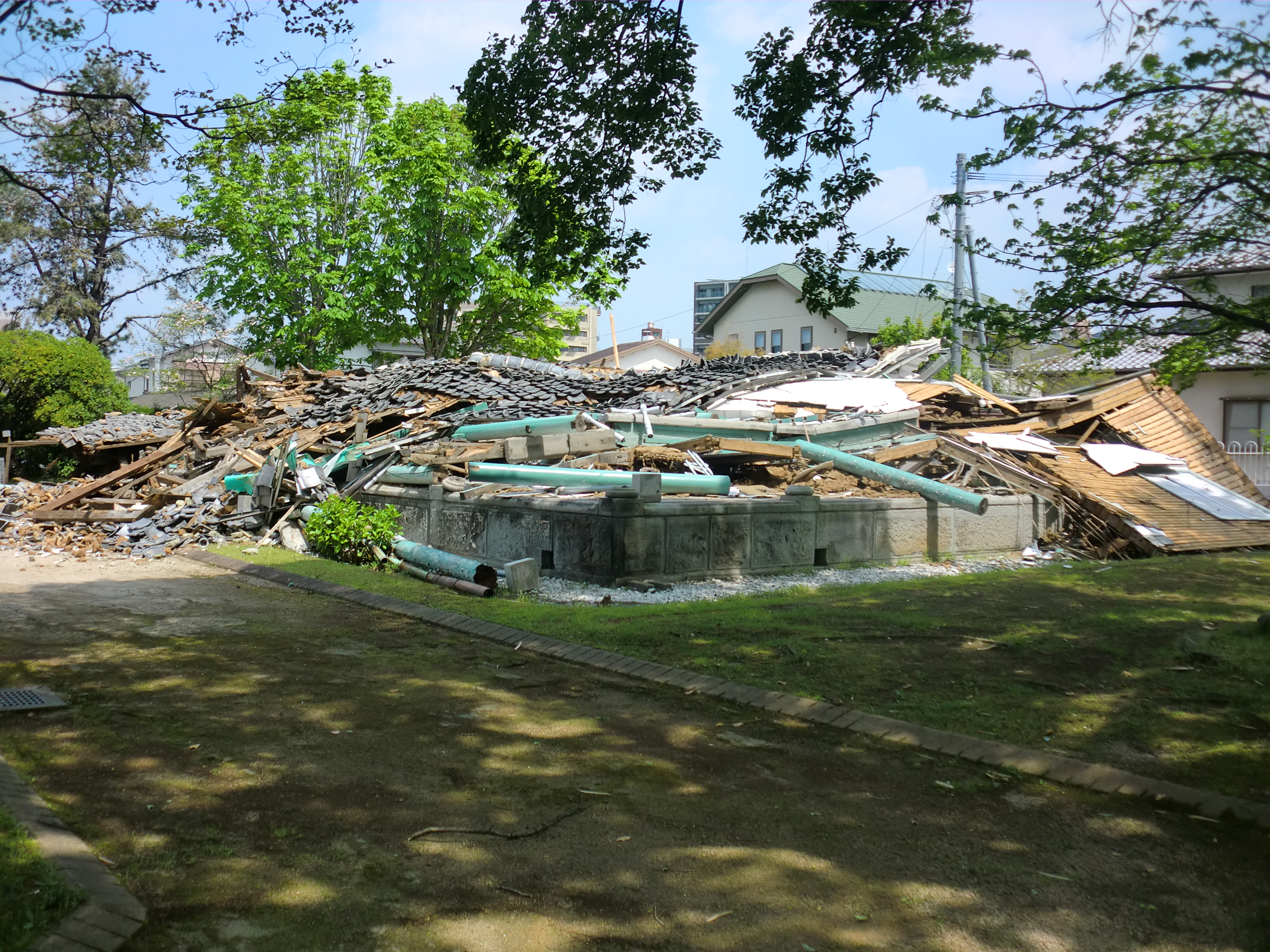
… und nach den Erdbeben.
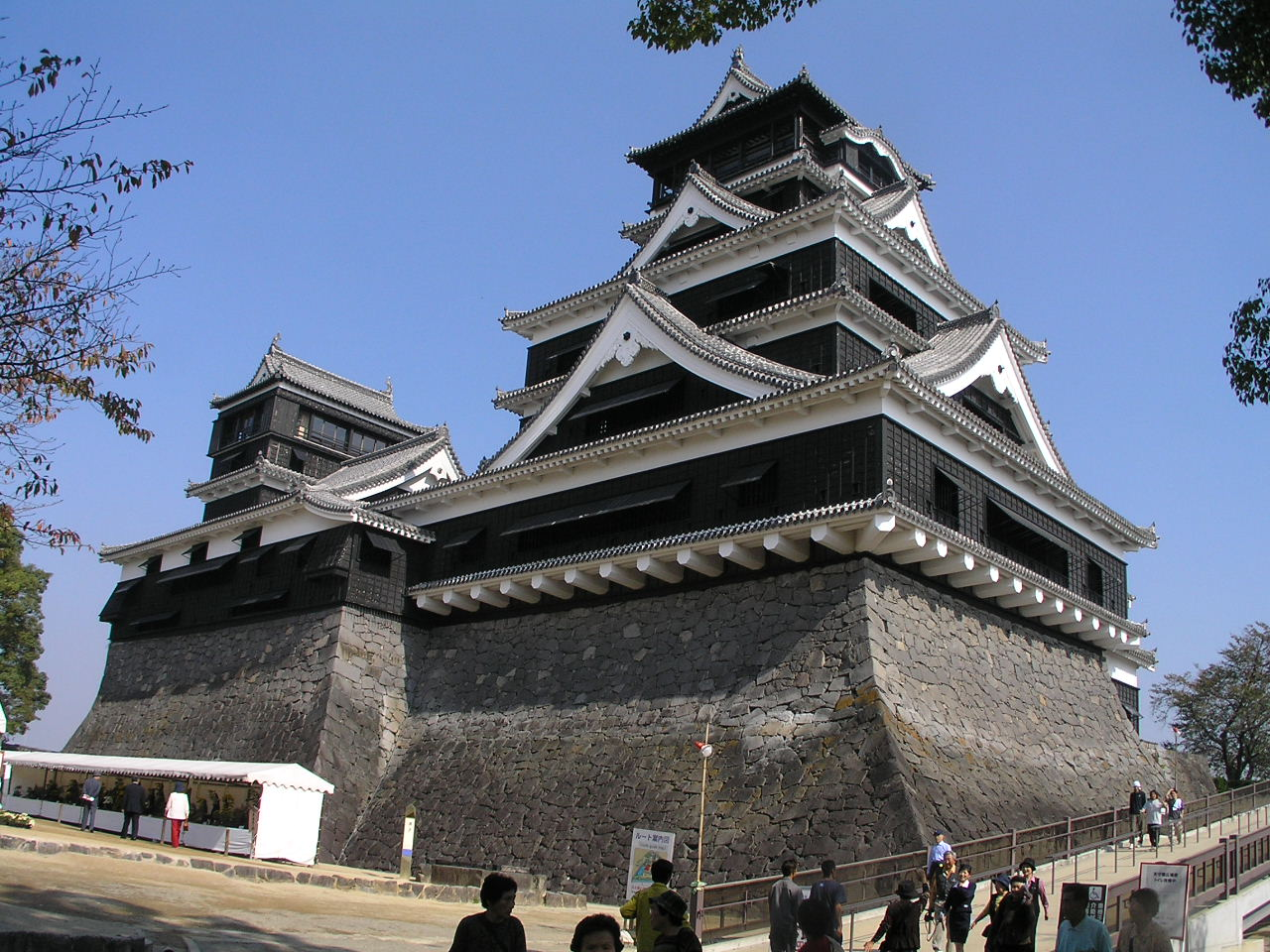
Der Inui-Turm (links) der Burg Kumamoto vor …
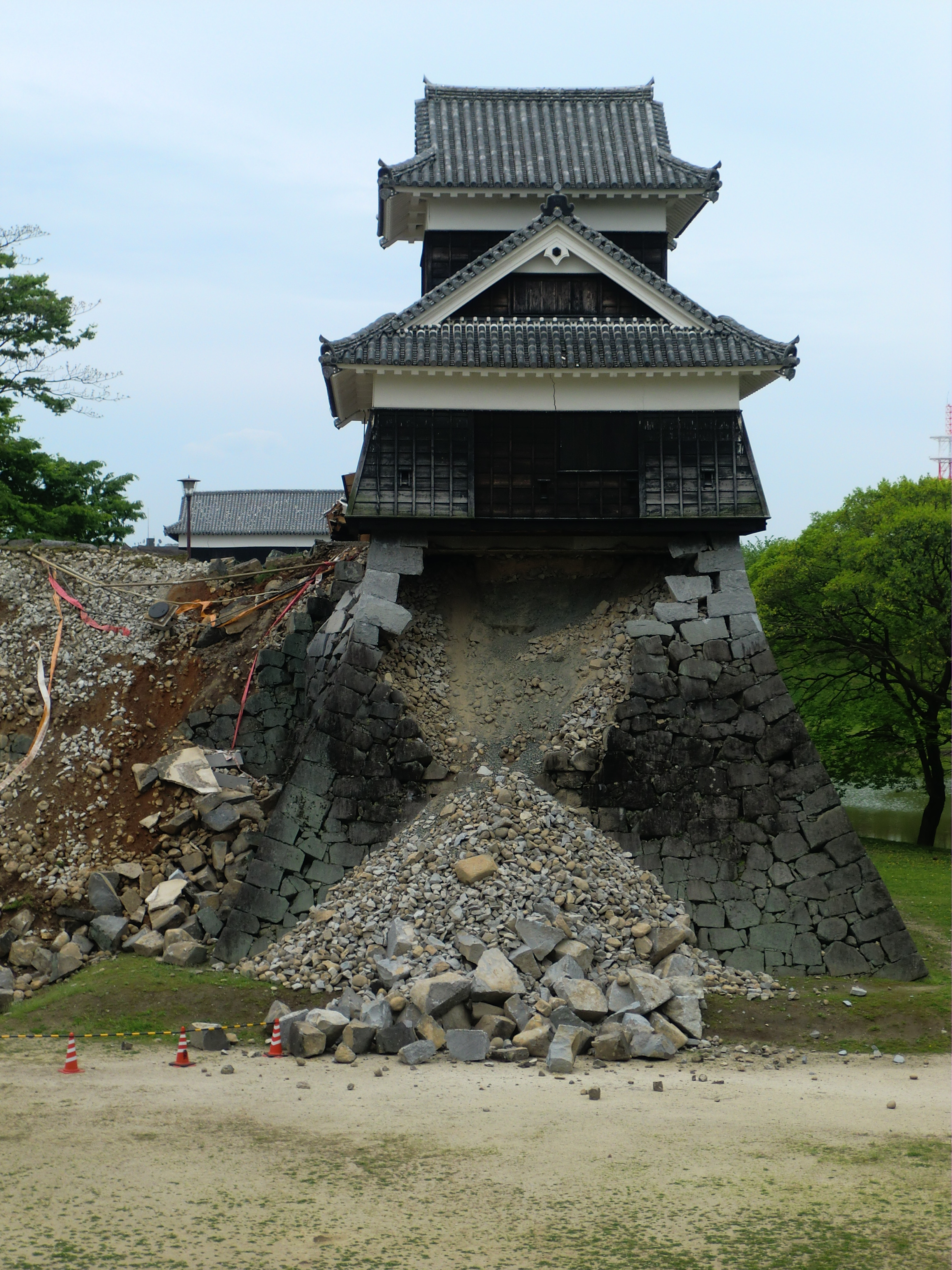
… und nach den Erdbeben.
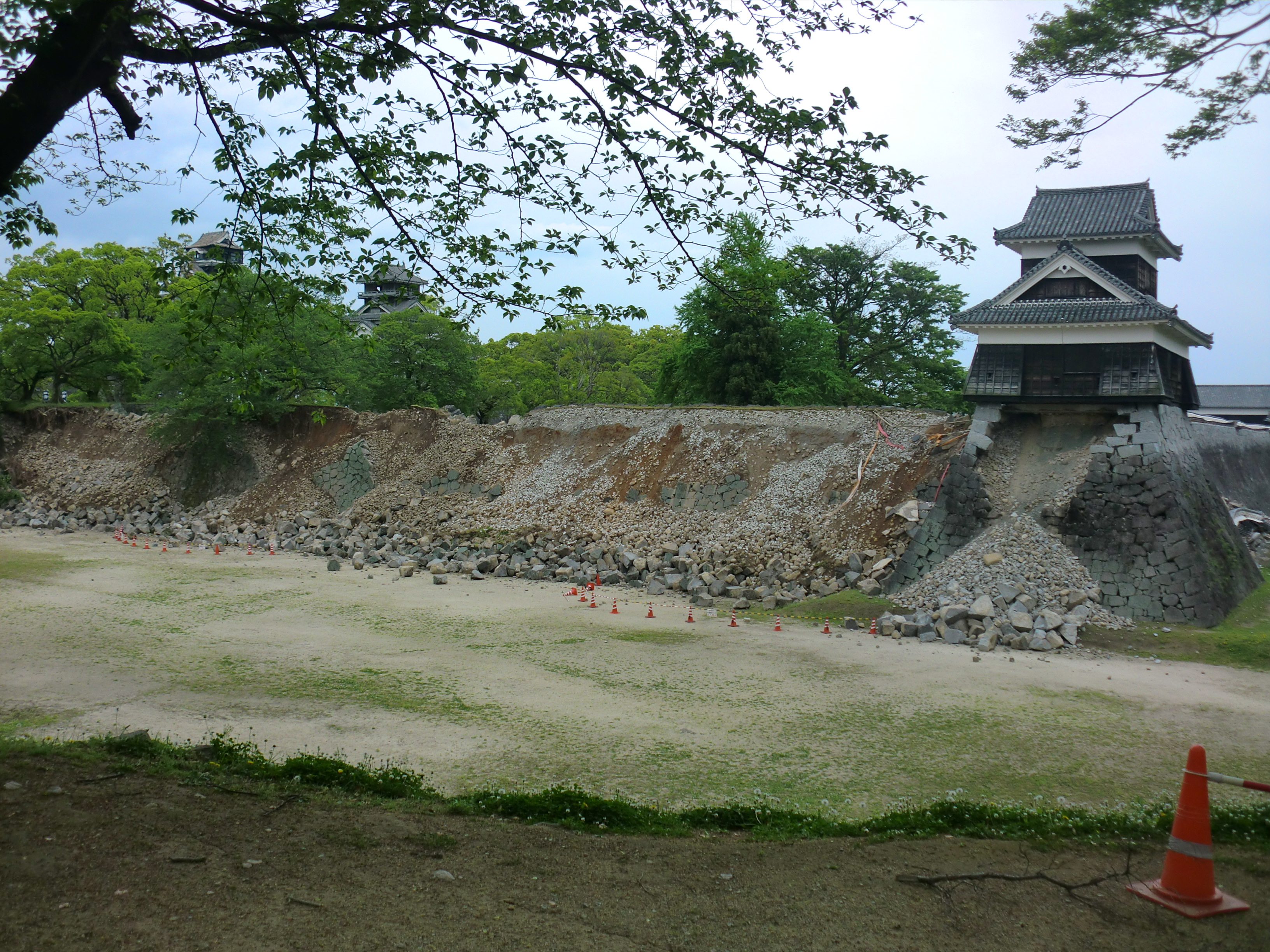
Steinmauer zwischen dem Inui-Turm und dem Katō-Schrein
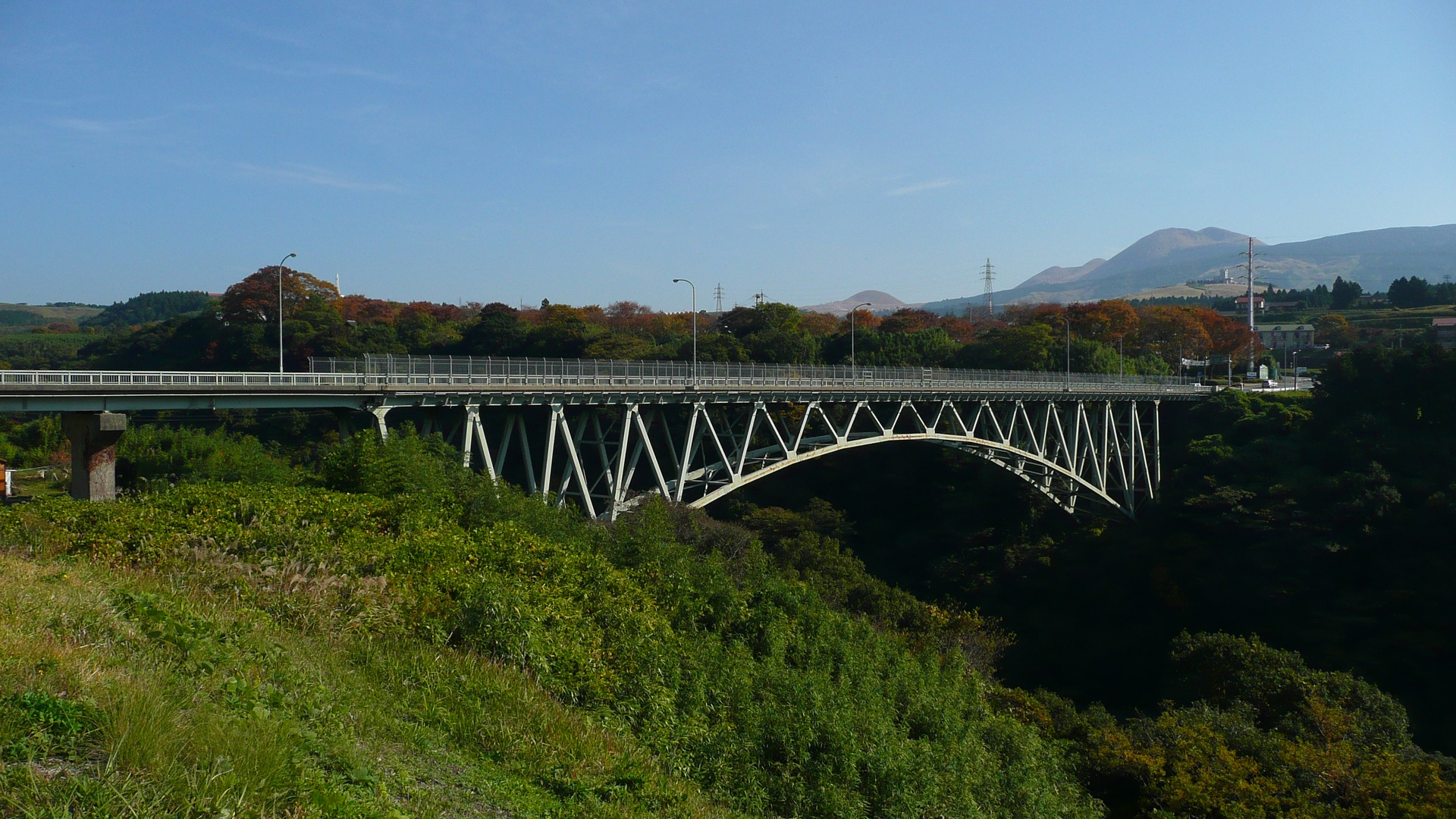
Die Aso-Ōhashi-Brücke vor …
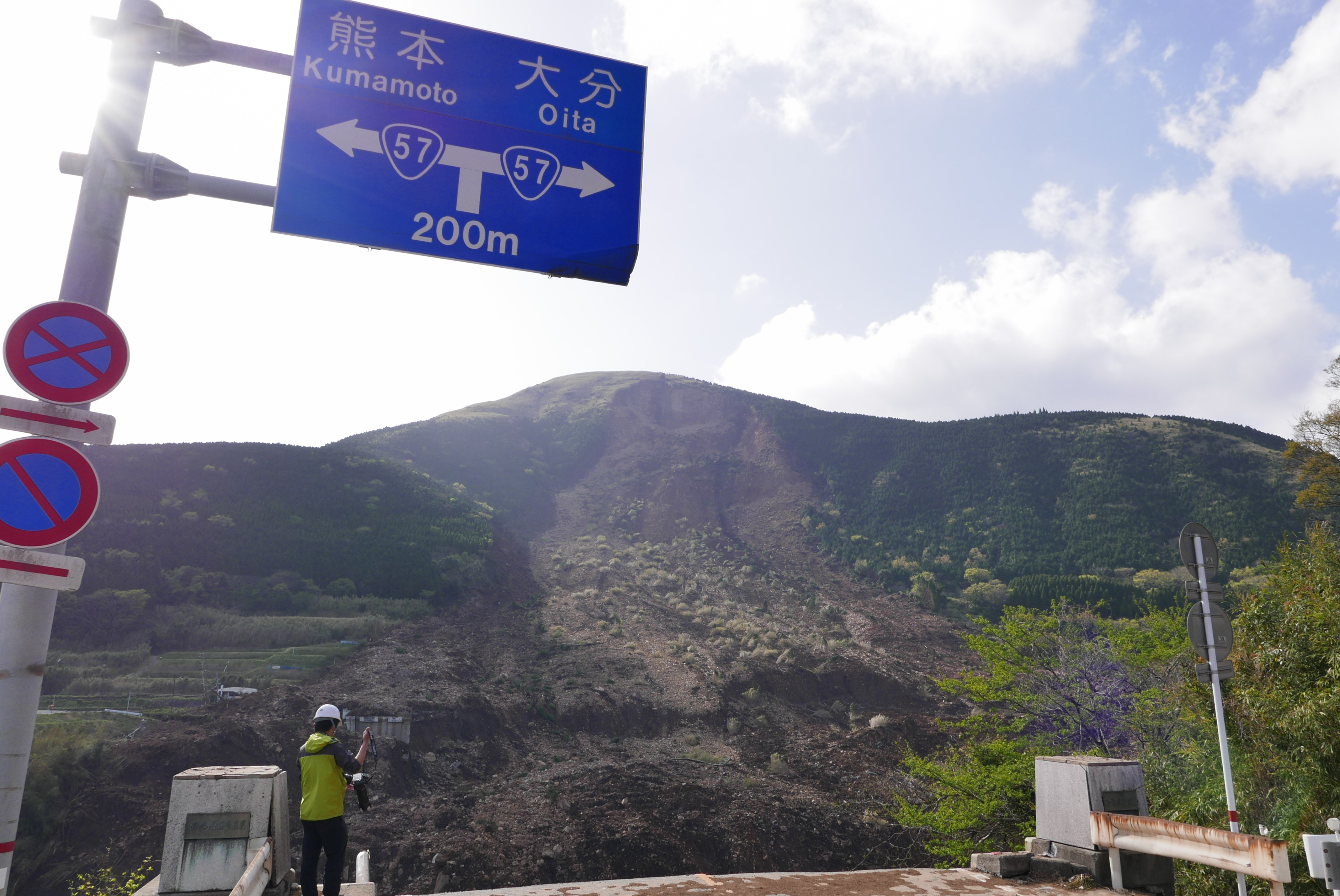
… und nach einem Erdrutsch, der durch das Hauptbeben ausgelöst wurde.
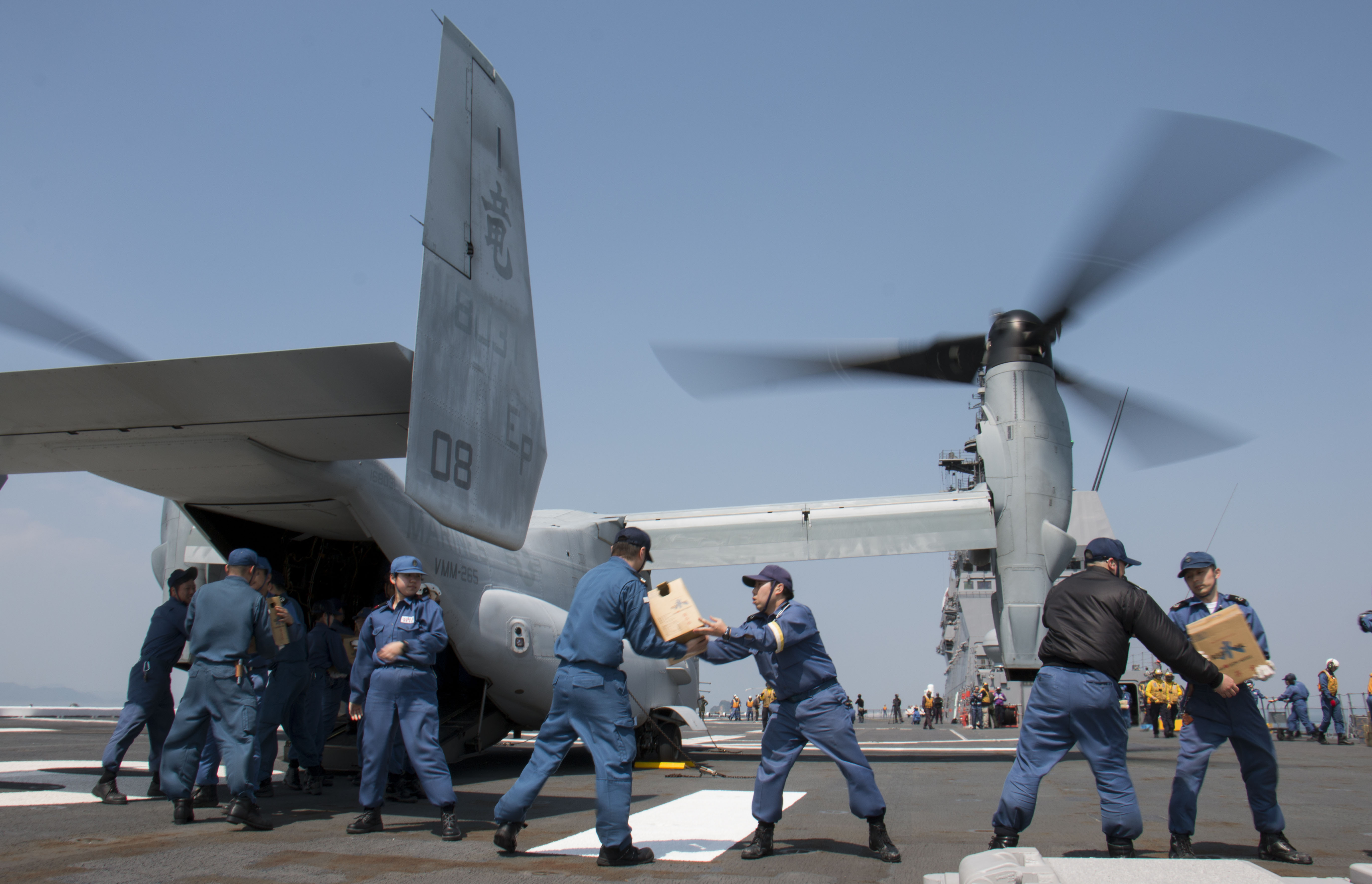
Mitglieder der JMSDF beladen eine Bell-Boeing V-22 der USMC mit Hilfsgütern